# Виссарион (Любиша)
Митрополит Виссарион (в миру Василий Любиша, серб. Василије Љубиша; 14 января 1823, остров Свети-Стефан, Черногория — 14 апреля 1884, Цетине) — епископ Черногорской митрополии, митрополит Черногорско-Приморский. Сербский церковный и государственный деятель.

## Биография
Родился в 1923 году на острове Святого Стефана. Принадлежал к племени Паштровичевей.
Потерял отца, который был моряком, как и многие из его соотечественников, когда будущему иерарху было всего три года.
Когда он достиг школьного возраста, мать направила его на воспитание к деду, архимандриту Савве (Любишу), в монастыре Прасквица.
Учился в городе Рисан, затем с 1839 года — в православной школе в Шибенике, которая в 1841 году была переведена в Задар и получила ранг семинарии.
Вернулся в Прасквицу, был пострижен в монашество, в 1844 году рукоположён в сан иеродиакона и в том же году — во иеромонаха.
Был учителем в школах при монастырях Прасквица, Режевичи (1854—1856), Савина (1856—1858) и других.
Затем проживал в монастыре Баня во имя великомученика Георгия близ города Рисан.
В конце 1867 года перешёл из клира Бока-Которской епархии в клир Черногорской митрополии.
В 1868—1870 годы — игумен монастыря Морача.
В 1870 году возведён в сан архимандрита, назначен управляющим Цетинского монастыря, преподавал в богословско-учительской школе в Цетинье, в 1872—1875 годы был её директором.
Во время сербско-турецкой войны 1876 года и русско-турецкой войны 1877—1878 годов служил штабным священником при черногорской армии. Его проповеди имели большое влияние на бойцов и даже упоминаются в народной песне о победе черногорцев 28 июля 1876 года в битве в местности Вучьи-До.
Был избран председателем черногорского Красного Креста. За активную деятельность был отмечен черногорскими, сербскими и русскими наградами.
3 декабря 1877 году назначен администратором новообразованной Захумско-Рашской епархии с резиденцией в монастыре Острог. Новая епархия объединяла приходы на отвоёванных у Османской империи территориях.
8 сентября 1878 года в Цетинском монастыре хиротонисан во епископа. Хиротонию совершили митрополит Черногорский Иларион (Роганович) и епископ Бока-Которский Герасим (Петранович).
Захумско-Рашская епархия в то время насчитывала 60 приходов, где служили 80 священников, и 10 монастырей.
Епископ Василий отреставрировал и расширил Острог, улучшил материальное обеспечение священнослужителей.
20 ноября 1882 года после смерти митрополита Илариона черногорским князем Николой I Петровичем Негошем назначен митрополитом Черногорским.
Был членом Государственного совета Черногории. В декабре 1882 года стал первым министром просвещения и церковных дел. Помогал министру юстиции в сборе материалов для составления черногорских имущественных законов.
Скончался 14 апреля 1884 года в Цетине от туберкулёза. Похоронен там же у Влашской церкви. Свой дом завещал сиротам.